# Aldo Leopold
 (novembre 2024).
Aldo Leopold (11 janvier 1887 – 21 avril 1948) est un forestier, écologue et écologiste américain. Il a influencé le développement de l'éthique environnementale moderne et le mouvement pour la protection des espaces naturels.
Aldo Leopold est considéré comme l'un des pères de la gestion de la protection de l'environnement aux États-Unis. Il a pratiqué la pêche et la chasse tout au long de sa vie.

## Biographie
Aldo Leopold naît le 11 janvier 1887 à Burlington dans l'Iowa. Il grandit au contact avec les champs, les arbres, les prés, les ruisseaux, les rivières, dans un environnement relativement peu modifié.
Leopold fait ses études secondaires à la célèbre Lawrenceville Prep dans le New Jersey, avant de continuer sa formation à l'école de sylviculture de l'université Yale, où il obtient sa maîtrise dans cette science en 1909. Il manifeste un vif intérêt pour le monde naturel, et commence à tenir un journal dans lequel il reporte ses observations — une habitude qu'il gardera toute sa vie.
Sa perception particulière de la Nature, de sa beauté et de son mystère, constitue le socle sur lequel il a développé un intérêt marqué pour l'écologie. Sa vie professionnelle réunira ses différentes passions : la sylviculture, l'écologie, l'écriture.
Après ses études, Leopold est engagé par le service forestier américain dans le Sud-Ouest des États-Unis, au Nouveau-Mexique et en Arizona. Il est bientôt affecté à la chasse et à la pêche, et prépare un Dictionnaire de la chasse et de la pêche, dans lequel il délimite les devoirs et les pouvoirs des gardes forestiers en tant que gardes-chasse de l'État. En 1924, il accepte d'être transféré dans le U.S. Forest Products Laboratory, un laboratoire national de recherche sur la forêt, à Madison (Wisconsin), où il travaille quatre ans durant. En 1928, il quitte le service forestier et commence à travailler en indépendant, travaillant sur la faune et le gibier, tout en commençant à développer sa philosophie de la protection de la nature.
Ses travaux et sa enquêtent aboutissent à la publication, en 1933, de Game Management (« La Gestion du gibier »), un ouvrage qui  fera date et qui fait de lui une autorité reconnue en matière de sa réputation de gestion et de sauvegarde des populations d'animaux sauvages. Impressionnée par la qualité de son travail, l'Université du Wisconsin à Madison crée pour Leopold une nouvelle chaire, la première du genre, pour la gestion du gibier. Il y enseignera jusqu'à sa mort.
En 1935, Leopold acquiert une ferme à l'abandon dans les environs de Baraboo, sur la rivière Wisconsin, dans une région connue sous le nom sand counties (« comtés de sable »). Il en fait un lieu de retraite pour le week-end, et met là en pratique ses idées: il plante des arbres, restaure des prairies, observe et documente les changements qui affectent les plantes et les animaux.
Il se lance dans la rédaction d'un ouvrage dans lequel aux rapports entre les êtres humains et la nature. Mais il ne peut le publier lui-même: il meurt d'une crise cardiaque le 21 avril 1948, alors qu'il lutte contre un incendie de prairie. Le livre paraîtra toutefois en 1949, sous le titre Almanach d'un comté des sables (A Sand County Almanac). Lu par des millions de personnes, il reste son œuvre la plus influente.

### Vie privée
Il a été marié à Estella Bergere Leopold. Le couple a eu cinq enfants, qui sont tous devenus des scientifiques reconnus: Aldo Starker (zoologiste), Luna (hydrologue), Nina (naturaliste), Aldo Carl (physiologiste des plantes) Estella (paléobotaniste). La famille vivait dans une maison modeste de deux étages près du campus de l'université du Wisconsin; leur demeure est devenue aujourd'hui un des monuments officiels de la ville de Madison

## Œuvre
Défenseur de l'environnement et des espaces naturels, Leopold est, en 1935, un des fondateurs de la Société des espaces naturels. L'Espace naturel Aldo Leopold  (secteur baptisé ainsi en son honneur) se trouve aux limites de la forêt nationale de Gila, au Nouveau-Mexique. Leopold contribue à la promotion de la gestion de Gila comme espace naturel, grâce à quoi la forêt nationale de Gila devient en 1924 le premier espace naturel officialisé par le gouvernement américain. On considère souvent la création de la forêt nationale de Gila et de l'espace naturel Aldo Leopold comme étant à l'origine du mouvement moderne de conservation des espaces naturels aux États-Unis.
Leopold critiqua vivement le rôle de la propriété souveraine sur les terres dans la mauvaise gestion  que connaissaient souvent, selon lui, les espaces naturels. Il espérait que la sécurité et la prospérité résultant de la mécanisation donnerait aux gens le temps de réfléchir à l'importance de la Nature et leur permettrait de développer leur connaissance davantage de ce qui s'y passe.
Ses écrits sur la Nature sont remarquables pour leur droiture et leur simplicité, et montrent la connaissance intime qu'il a de celle-ci.

### Almanach d'un comté des sables
Leopold termina Almanach d'un comté des sables (A Sand County Almanac) quelques semaines avant sa mort. Lu par des millions de personnes, il reste le livre le plus marquant de Leopold. L'ouvrage contribua à informer le public sur le rapport de nos sociétés à la nature, à promouvoir le mouvement de protection de l'environnement ainsi qu'à intéresser et sensibiliser la population à l'écologie. Dans ce même ordre d'idées, les travaux de Leopold et de la Société des espaces naturels eurent un rôle précurseur dans la formatiom et le développement du mouvement qui aboutit à la Journée mondiale de l'environnement.
Publié en 1949, peu de temps après la mort de Leopold, Almanach d'un comté des sables mêle l'histoire naturelle et la philosophie. Le livre est principalement connu pour cette citation qui définit son éthique : « Une chose est juste lorsqu'elle tend à préserver l'intégrité, la stabilité et la beauté de la communauté biotique. Elle est injuste lorsqu'elle tend à l'inverse. »
Sa défense des espaces naturels avait toutefois corollaire inquiétant - un mépris pour la population humaine qui déboucha même 
sur une critique de la fourniture de nourriture et d'aide médicale aux pays en développement. Leopold a développé ses idées racistes et anti-populations indigènes dans plusieurs manuscrits inédits analysés et publiés dans l'article “Pestered with Inhabitants”: Aldo Leopold, William Vogt, and More Trouble with Wilderness, dans la revue scientifique Pacific Historical Review publié par University of California Press.

## Protection de l'environnement
Dans « Éthique de l'environnement », un des chapitres de l’Almanach d'un comté des sables, Leopold cherche à définir la protection de l'environnement. Il note que « La protection est un état harmonieux entre les hommes et la Terre. » Leopold estimait que la société avait besoin, de manière générale, d'une meilleure éducation sur la protection de l'environnement ; cependant, la forme et le contenu de cette éducation étaient sujets à débat. À l'époque où il écrit (à la fin des années 1940), Leopold estime que l'éducation dans le domaine environnemental se résume à ces injonctions : « Obéissez à la loi, votez comme on vous le demande, rejoignez des organisations et protégez votre environnement en fonction de sa rentabilité ; le gouvernement fera le reste », et il se montre très critiques face à ce « programme ». Pour lui, ces injonctions servaient avant tout les intérêts personnels, un constat qui l'amena à conclure que les obligations sans conscience n'ont aucun sens, et que le problème auquel la société est confronté est l'élargissement de la conscience sociale des gens à l'égard de la Nature. À l'époque où il écrivait, il pensait que la protection de l'environnement restait réduite à son strict minimum, et ce sans aucune avancée dans la philosophie ou la religion.
Espérant soulever des questions morales ainsi que des défis éducatifs, Leopold mit en avant l'exemple de la question de la zone des terres arables du Sud-Ouest du Wisconsin, qui glissaient inexorablement vers la mer. En 1933, la société offrit son aide aux fermiers qui entreprirent des actions réparatrices pendant cinq ans. Après quoi, les fermiers continuèrent seulement les pratiques qui leur offraient un gain économique personnel, méprisant celles qui étaient rentables pour la communauté. En 1937, l'État du Wisconsin fit voter une loi qui permettait aux fermiers de définir leurs propres règles agricoles sur leurs terres. Pourtant , malgré les motivations supplémentaires offertes par le service technique gratuit et la possibilité de louer des machines spécialisées, les fermiers continuèrent d'ignorer les règles qui bénéficieraient à toute la communauté, puisque aucune loi n'avait été votée en ce sens. Un léger progrès fut toutefois observé, mais qui était loin de suffire à soulever les questions majeures et aborder les problèmes pertinents dans la protection de l'environnement.
Leopold a beaucoup influencé le philosophe John Baird Callicott, père de l'éthique environnementale aux États-Unis.

#### Ouvrages de A. Leopold
- (en) Game Management (« La Gestion du gibier »), Macmillan Pub Co, 1933, 520 p. (ISBN 978-0-684-14733-8)
- Almanach d'un comté des sables suivi de Quelques croquis, (A Sand County Almanac, 1949) préf. J.M.G. Le Clézio, trad. Anna Gibson, GF, 2023 [2017], 290 p.  (ISBN 978-2-081-41209-5)
- L'Éthique de la terre, suivi de Penser comme une montagne, trad. Aline Weill, Payot, coll. « Petite Bibliothèque Payot », 2019, 141 p.  (ISBN 978-2-228-92314-9)

#### Recueils d'articles de A. Leopold
- Pour la santé de la terre, trad. Anne-Sylvie Homassel, éd. José Corti, coll. « Biophilia », 2014, 264 p.  (ISBN 978-2-714-31125-2)

- La Conscience écologique, (Anthologie de textes inédits en franç., choisis par Daniel Vallauriet Jean-Claude Génot) trad. Pierre Madelin, Éd. Wildproject, coll. « Domaine sauvage » 2013, 224 p.  (ISBN 978-2-918-49021-0) Rééd. en coll. de poche sous le titre La Terre comme communauté, 2021, 224 p.  (ISBN 978-2-381-14024-7)
- (en) The River of the Mother of God: And Other Essays by Aldo Leopold, Susan L. Flamer and J. Baird Callicott (Eds.), University of Wisconsin Press, 2017, 400 p.  (ISBN 978-0-299-12764-0)

#### Études
- Christian Barthod, « Aldo Leopold, forestier américain: une histoire de forêts, de ”cervidés” et de loups », Revue forestière française, vol. 51, no 6,‎ 1999, p. 659-670 (lire en ligne)
- François Duban, « Aldo Leopold, les terres de l’Ouest et la politique de l’environnement des années vingt », dans Daniel Royot (Dir.), Les États-Unis à l'épreuve de la modernité. Mirages, crises et mutations de 1918 à 1928, Paris, Presses Sorbonne Nouvelle, 2018 (1re éd. 1993), 248 p. (ISBN 978-2-878-54069-7, lire en ligne)